# مارینا چپورکوا
مارینا چپورکوا (به انگلیسی: Marina Chepurkova) (زادهٔ ۱۰ اوت ۱۹۸۰) شناگر اهل روسیه است.